# Zelenîi Iar, Cernihivka
Zelenîi Iar (în ucraineană Зелений Яр, în germană Mariawohl) este un sat în comuna Bohdanivka din raionul Cernihivka, regiunea Zaporijjea, Ucraina. Satul a fost locuit de germanii pontici.   

## Demografie
Componența lingvistică a localității Zelenîi Iar
     Ucraineană (89,74%)
     Rusă (10,26%)
Conform recensământului din 2001, majoritatea populației localității Zelenîi Iar era vorbitoare de ucraineană (89,74%), existând în minoritate și vorbitori de rusă (10,26%).